# フランセスコ・ツァンテデシ
フランチェスコ・ザンテデスキ(Francesco Zantedeschi) (1797年8月20日 - 1873年3月29日)は、イタリアの物理学者、司祭。

## 来歴
イタリアのドルチェーで生まれた。マイケル・ファラデーにさきがけ、1829年に電磁誘導に関する研究をしていた。
1849年7月に彼はパドヴァ大学の実験物理学の教授に就任したものの、1857年に失明により退任した。パドヴァ大学に滞在した期間は短かったものの、数多くの貢献をした事で知られる。
1873年にパドヴァで死去した。

## 論文
- Zantedeschi, Francesco. Saggi dell'elettro-magnetico e magneto-elettrico di Francesco Zantedeschi. Armena di S. Lazzaro, 1859.